# Helen Levittová

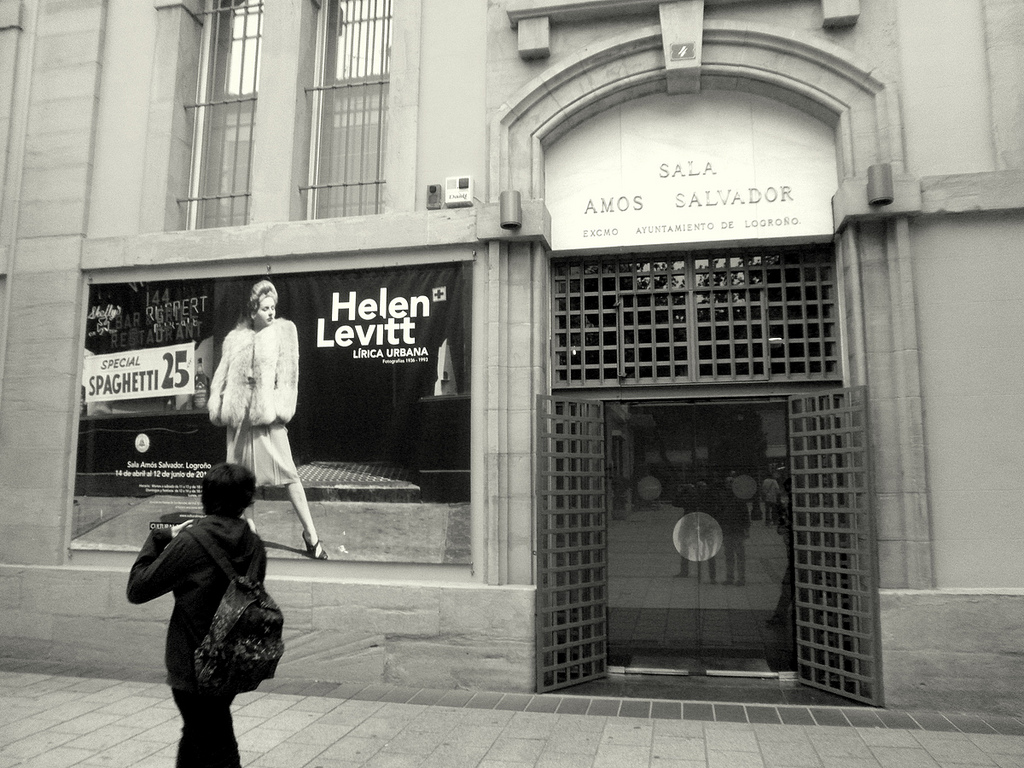
Výstava Helen Levittové v Logroño Sala Amos Salvador

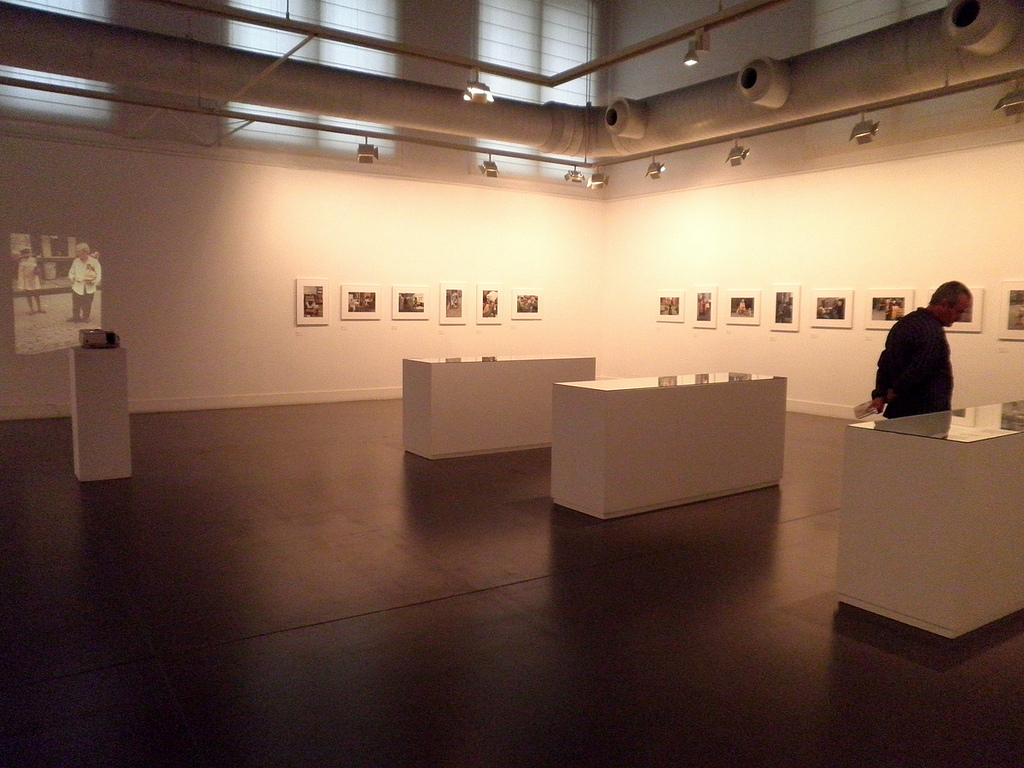
Výstava Helen Levittové v Logroño Sala Amos Salvador

Helen Levittová (nepřechýleně Levitt; 31. srpna 1913 Brooklyn, New York, USA – 29. března 2009 New York, USA) byla americká fotografka. Byla známá jako autorka pouliční fotografie, obzvláště v New Yorku, a říkalo se jí nejvíce oslavovaná a nejméně známá fotografka své doby.

## Život a dílo
Narodila se 31. srpna 1913 v newyorském Brooklynu, kde také vyrostla. Po vysoké škola sama vyučovala fotografii.
Spolupracovala s Walkerem Evansem v letech 1938–1939. Roku 1943 Edward Steichen kurátoroval její první samostatnou výstavu Helen Levitt: Photographs of Children v Muzeu moderního umění.
Je řazena k takzvané „Newyorské škola fotografie“, která existovala od 30. do 70. let dvacátého století. Nebyla to instituce v pravém slova smyslu, ale šestnáct autorů (narozených od 1898–1934), žijících a tvořících v New York City. Jednalo se o fotografy, jejichž jména jsou dnes již legendami: Diane Arbusová, Alexey Brodovitch, Ted Croner, Bruce Davidson, Don Donaghy, Louis Faurer, Robert Frank, Sid Grossmann, William Klein, Saul Liter, Leon Levinstein, portrétista Richard Avedon, Lisette Model, David Vestal a reportér Weegee.

## Zastoupení ve sbírkách
- Art Institute of Chicago, Chicago, Illinois, USA[3]

## Publikované fotografické sbírky Levittové
- LEVITT, Helen, Agee, James. A Way of Seeing: Third Edition. [s.l.]: Duke University Press, 1989. ISBN 9780822310051.
- LEVITT, Helen. In the Street: Chalk Drawings and Messages, New York City, 1938–1948. [s.l.]: Duke University Press, 1987. Dostupné online. ISBN 0822307715.
- Phillips, Sandra S., Hambourg, Maria Morris and Phillips, Sandra S. Helen Levitt. [s.l.]: San Francisco Museum of Modern Art, 1991. ISBN 0918471222.
- LEVITT, Helen, Oles, James. Helen Levitt: Mexico City. [s.l.]: W. W. Norton & Company, 1997. Dostupné online. ISBN 0393045498.
- LEVITT, Helen, Prose, Francine. Crosstown. [s.l.]: powerHouse Books, 2001. ISBN 1576871037.
- LEVITT, Helen, Gopnik, Adam. Here and There. [s.l.]: powerHouse Books, 2004. ISBN 1576871657.
- LEVITT, Helen, Szarkowski, John. Slide Show: The Color Photographs of Helen Levitt. [s.l.]: powerHouse Books, 2005. ISBN 9781576872529.
- LEVITT, Helen, Evans, Walker. Helen Levitt. [s.l.]: powerHouse Books, March 2008. ISBN 9781576874295.

## Filmografie
- In the Street (1948)
- The Quiet One (1948)
- The Savage Eye (1960)
- The Balcony (1963)
- In the Year of the Pig (1968)
- The End of an Old Song (1972)